# Coublanc (Haute-Marne)
Pour les articles homonymes, voir Coublanc.
Coublanc est une commune française située dans le département de la Haute-Marne, en région Grand Est.

## Géographie
Petit village au sud de la Haute-Marne, à 30 min de Langres.

### Communes limitrophes
| Chassigny         | Maâtz Grandchamp       | Rivières-le-Bois |
| Dommarien         | Coublanc               | Grenant          |
| Choilley-Dardenay | Champlitte Haute-Saône |                  |

### Hydrographie
La commune est dans le bassin versant de la Saône au sein du bassin Rhône-Méditerranée-Corse. Elle est drainée par le Salon et la Resaigne.
Le Salon, d'une longueur de 72 km, prend sa source dans la commune de Culmont et se jette  dans la Saône à Autet, après avoir traversé 17 communes. 

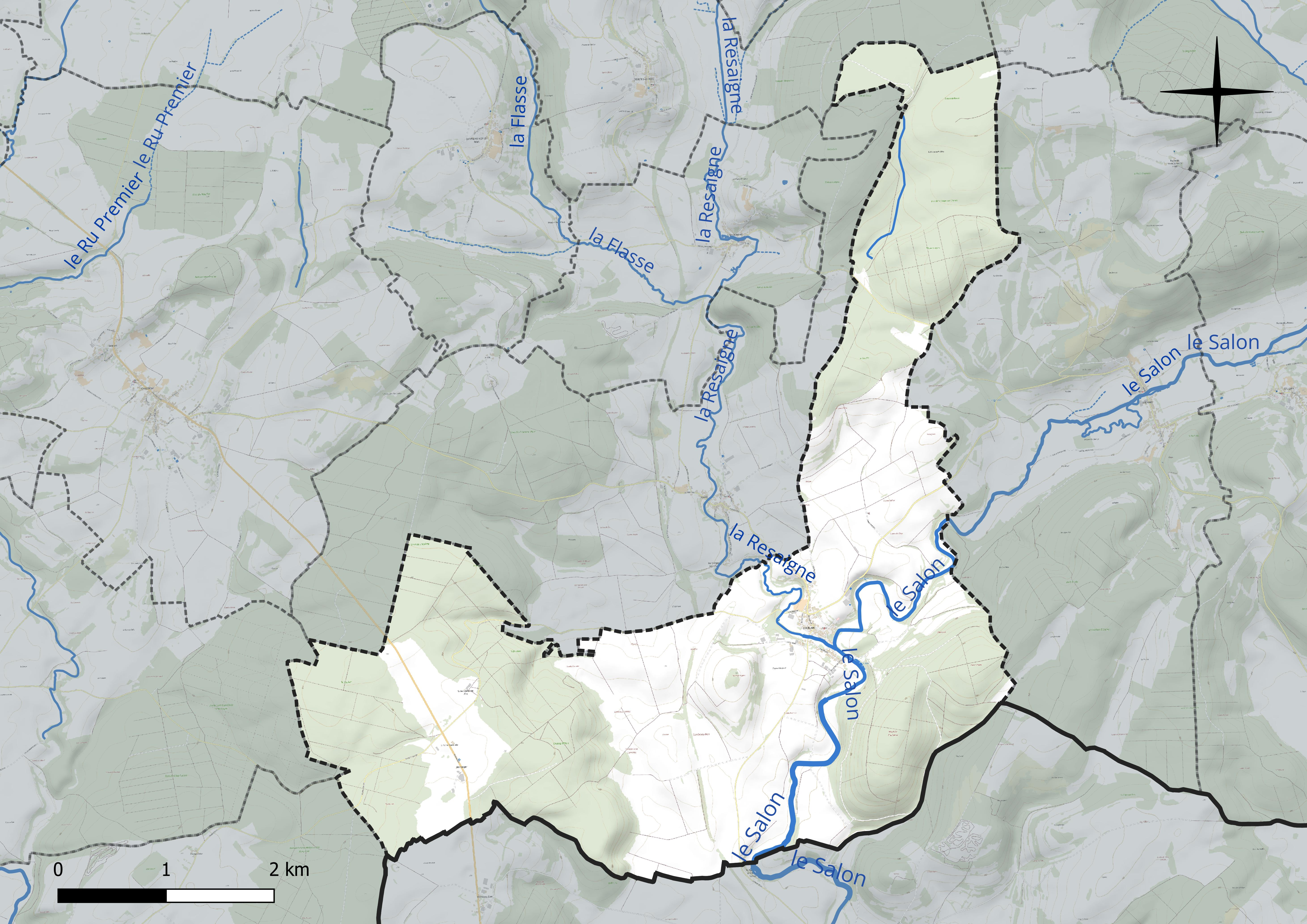
Réseau hydrographique de Coublanc.

La Resaigne, d'une longueur de 17 km, prend sa source dans la commune de Le Pailly et se jette  dans le Salon sur la commune, après avoir traversé sept communes. 

### Climat
Pour des articles plus généraux, voir Climat du Grand Est et Climat de la Haute-Marne.
En 2010, le climat de la commune est de type climat des marges montargnardes, selon une étude du Centre national de la recherche scientifique s'appuyant sur une série de données couvrant la période 1971-2000. En 2020, Météo-France publie une typologie des climats de la France métropolitaine dans laquelle la commune est exposée à un climat océanique altéré et est dans la région climatique  Lorraine, plateau de Langres, Morvan, caractérisée par un hiver rude (1,5 °C), des vents modérés et des brouillards fréquents en automne et hiver. 
Pour la période 1971-2000, la température annuelle moyenne est de 10,2 °C, avec une amplitude thermique annuelle de 17,4 °C. Le cumul annuel moyen de précipitations est de 951 mm, avec 13 jours de précipitations en janvier et 9,1 jours en juillet. Pour la période 1991-2020, la température moyenne annuelle observée sur la station météorologique installée sur la commune est de 10,9 °C et le cumul annuel moyen de précipitations est de 926,7 mm. 
La température maximale relevée sur cette station est de 41 °C, atteinte le 25 juillet 2019 ; la température minimale est de −26 °C, atteinte le 9 janvier 1985,,. 
| Mois                                  | jan.           | fév.           | mars           | avril       | mai           | juin          | jui.         | août          | sep.          | oct.            | nov.           | déc.         | année    |
| ------------------------------------- | -------------- | -------------- | -------------- | ----------- | ------------- | ------------- | ------------ | ------------- | ------------- | --------------- | -------------- | ------------ | -------- |
| Température minimale moyenne (°C)     | −0,8           | −0,8           | 1,4            | 3,6         | 7,8           | 11,2          | 13           | 12,8          | 9,2           | 6,4             | 2,6            | 0,2          | 5,5      |
| Température moyenne (°C)              | 2,5            | 3,4            | 7              | 10,2        | 14,3          | 17,9          | 19,9         | 19,6          | 15,5          | 11,3            | 6,2            | 3,2          | 10,9     |
| Température maximale moyenne (°C)     | 5,7            | 7,7            | 12,5           | 16,8        | 20,8          | 24,6          | 26,8         | 26,5          | 21,8          | 16,2            | 9,9            | 6,1          | 16,3     |
| Record de froid (°C) date du record   | −26 09.01.1985 | −17 26.02.1986 | −14,5 01.03.05 | −7 08.04.03 | −2 01.05.1989 | 0 05.06.1991  | 3 25.07.1986 | 1 28.08.1985  | −1 28.09.1990 | −6,5 31.10.1997 | −12 23.11.1993 | −20 24.12.01 | −26 1985 |
| Record de chaleur (°C) date du record | 16 01.01.23    | 22,5 27.02.19  | 25,3 31.03.21  | 30 21.04.18 | 32,5 24.05.09 | 37,3 18.06.22 | 41 25.07.19  | 40,5 12.08.03 | 34,4 05.09.23 | 29,5 01.10.11   | 22 07.11.15    | 18 17.12.19  | 41 2019  |
| Précipitations (mm)                   | 81,1           | 65,7           | 68,6           | 62,1        | 85,8          | 71,7          | 76,3         | 77            | 67,5          | 82              | 91,5           | 97,4         | 926,7    |

| Diagramme climatique                                  |             |             |             |             |              |            |            |             |           |            |            |
| J                                                     | F           | M           | A           | M           | J            | J          | A          | S           | O         | N          | D          |
| 5,7−0,881,1                                           | 7,7−0,865,7 | 12,51,468,6 | 16,83,662,1 | 20,87,885,8 | 24,611,271,7 | 26,81376,3 | 26,512,877 | 21,89,267,5 | 16,26,482 | 9,92,691,5 | 6,10,297,4 |
| Moyennes : • Temp. maxi et mini °C • Précipitation mm |             |             |             |             |              |            |            |             |           |            |            |

Les paramètres climatiques de la commune ont été estimés pour le milieu du siècle (2041-2070) selon différents scénarios d'émission de gaz à effet de serre à partir des nouvelles projections climatiques de référence DRIAS-2020. Ils sont consultables sur un site dédié publié par Météo-France en novembre 2022.

## Urbanisme

### Typologie
Au 1er janvier 2024, Coublanc est catégorisée commune rurale à habitat dispersé, selon la nouvelle grille communale de densité à sept niveaux définie par l'Insee en 2022.
Elle est située hors unité urbaine. Par ailleurs la commune fait partie de l'aire d'attraction de Langres, dont elle est une commune de la couronne,. Cette aire, qui regroupe 77 communes, est catégorisée dans les aires de moins de 50 000 habitants,.

### Occupation des sols
L'occupation des sols de la commune, telle qu'elle ressort de la base de données européenne d’occupation biophysique des sols Corine Land Cover (CLC), est marquée par l'importance des forêts et milieux semi-naturels (51,1 % en 2018), une proportion identique à celle de 1990 (51,1 %). La répartition détaillée en 2018 est la suivante : 
forêts (51 %), terres arables (38,2 %), prairies (8 %), zones agricoles hétérogènes (1,4 %), zones urbanisées (1,3 %), milieux à végétation arbustive et/ou herbacée (0,1 %). L'évolution de l’occupation des sols de la commune et de ses infrastructures peut être observée sur les différentes représentations cartographiques du territoire : la carte de Cassini (XVIIIe siècle), la carte d'état-major (1820-1866) et les cartes ou photos aériennes de l'IGN pour la période actuelle (1950 à aujourd'hui).

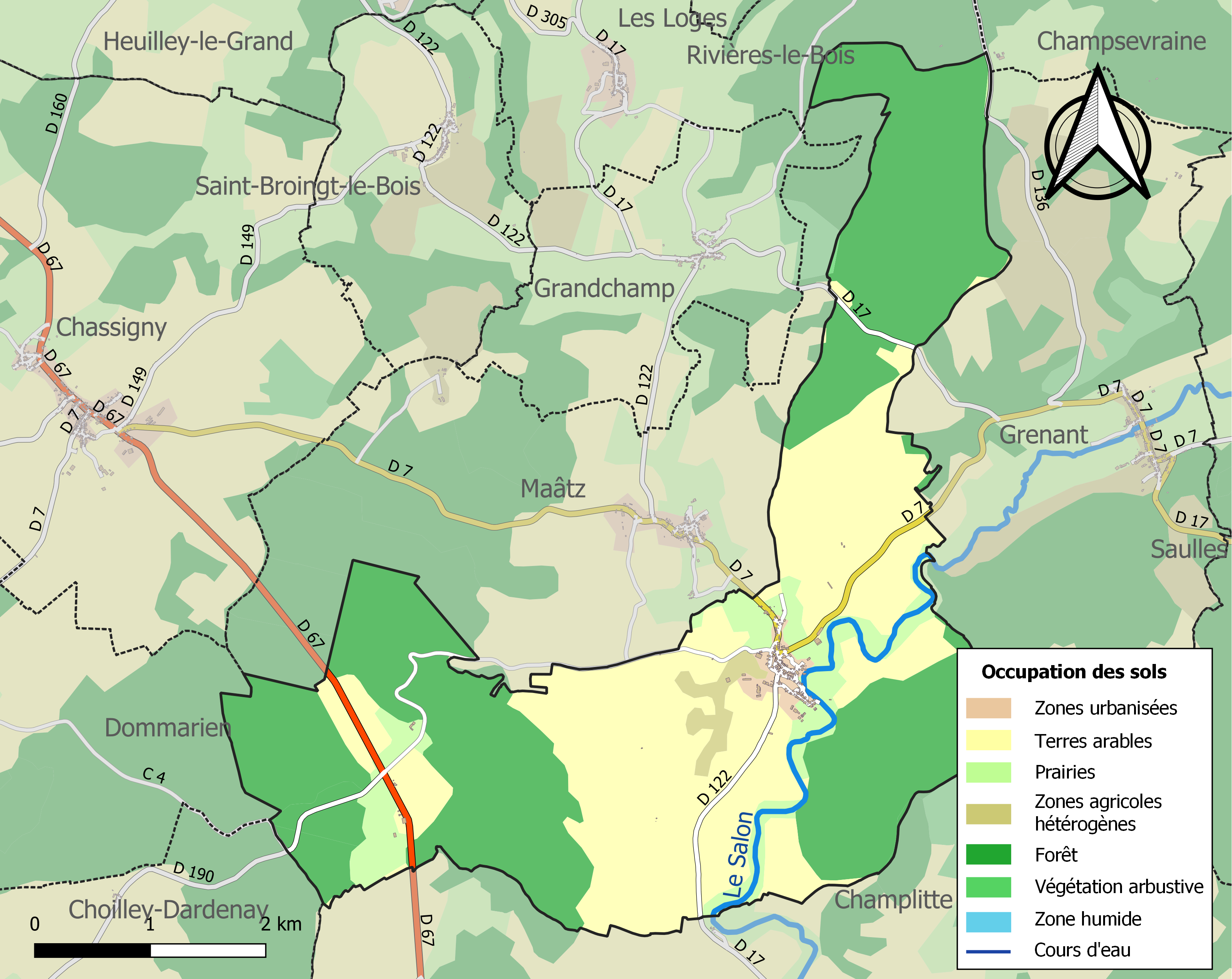
Carte des infrastructures et de l'occupation des sols de la commune en 2018 (CLC).

## Toponymie
Le nom de la localité est attesté sous les formes Confluens (vers 1105) ; Covlant, Covlans (vers 1172) ; Convlentum (1190) ; Comflentum (1242) ; Couvlens (1270) ; Coulanz (1278) ; Coulentum (1330) ; Coublenz-le-Chastel (1336) ; Conflantum, Colentum (1436) ; Comblans (1464) ; Coublanc (1498).

Le nom de Coublanc proviendrait de sa situation hydrographique. La commune de Coublanc, positionnée au confluent du Saulon et de la Resaigne, s,est appelée dès son origine « Confluens (Confluent) » (XIIe siècle), (littéralement : réunion de deux cours d'eau), puis chronologiquement Comflentum, Conflantum, puis enfin Coublanc. On retrouve un certain nombre de dérivés de ce nom au cours des siècles et visible sur les pierres tombales à l'intérieur de l'église Saint-Pierre.

## Histoire
La commune de Coublanc est bâtie sur une éminence, avec d'un côté des rochers escarpés (la fontaine couverte) et de l'autre la rivière. C'est une position plutôt stratégique.
L'origine exacte de Coublanc est assez floue, mais comme nombre de communes, elle s'est sûrement développée à partir d'un hameau de quelques maisons, de l'époque carolingienne, vers le IXe – Xe siècle. Un document authentique nous apprend que le village de Coublanc existait au début du XIIe siècle et qu'il était assez important pour nécessiter l'érection d'une église et assez intéressant pour mériter la création d'un prieuré. L'église dédiée à saint Pierre et saint Paul fût bâtie de 1088 à 1120, et un manuscrit atteste de la fondation du prieuré et de l'église de 1112, sous l'évêque de Langres Joceran de Brancion.
Le premier seigneur de Coublanc, dont il soit fait mention, est Gui ou Wilier (chevalier de la Ferté, devenu moine à Bèze), dans les premières années du XIIe siècle. Viennent en suite les frères Girard et Richard de Coublanc, fondateurs de Belmont. En 1269, le seigneur reprend sa terre de l’évêché : c'est sans doute l'origine de la seigneurie ecclésiastique qui devint bientôt dominante. En 1306, Jean de Coublanc rend encore hommage à l'évêque; mais depuis cette époque il n'est plus fait mention de seigneurs de ce nom jusqu'au commencement du XVe siècle. Alors vivait Guillaume, le dernier de la famille à Coublanc.
Peu après 1306, le village appartint aux Sires-d'Anglure-Saladin. Il y a sur l'origine du nom de Saladin une chronique populaire à Langres et dans les environs, qui signifirait qu'un sire d'Anglure, fait prisonnier par les Turcs lors d'une croisade sous Philippe-Auguste, et qui gémissait depuis plusieurs années dans les prisons, obtint du sultan Saladin la permission d'aller, sur sa parole, en France, pour chercher sa rançon et celle de plusieurs chevaliers français. Il part en costume de pèlerin, et, après avoir traversé toute l'Europe en demandant l'aumône pour vivre, arrive enfin, épuisé de fatigue, à la porte de son château de Coublanc. Mais en vain demande-t-il à entrer; les nombreux valets qu'il rencontre, ne le reconnaissant point, le repoussent brutalement et refusent de l'introduire près de la dame du château, en lui disant qu'elle doit se marier le jour même et qu'elle n'a pas le temps de recevoir un pèlerin. Le sire d'Anglure tire alors un anneau de son doigt et demande qu'on le remette à la châtelaine en lui annonçant qu'un pèlerin chargé de lui apporter cet anneau demande à lui parler. Introduit aussitôt auprès de sa femme, il se fait reconnaître d'elle, et, sans lui faire de reproches sur la disposition dans laquelle il la trouve, lui apprend le but de son voyage. Après avoir vendu toutes ses propriétés, sans pouvoir réunir l'argent qu'il a promis, il retourne en Turquie et vient déposer sa fortune aux pieds de Saladin, en lui disant que, puisqu'il n'a pu lui apporter toute la somme fixée pour sa rançon et celle de ses compagnons d'infortune, il lui demande de dé livrer les autres chevaliers français et offre de rester prisonnier. Étonné et touché d'un pareil dévouement, Saladin lui dit qu’il ne veut pas être surpassé en générosité par un chrétien, et qu’il lui accorde la liberté sans rançon ; afin qu'il apprenne qu'il y a sous le turban autant de grandeur et de magnanimité qu'on peut en trouver sous l'armure d'un chevalier. Il lui demande seulement de joindre son nom au sien et de mettre un croissant dans ses armes en souvenir de la grâce qu'il vient de recevoir. Depuis ce temps les sires d'Anglure ont pris le nom de d'Anglure-Saladin ou de Saladin-d'Anglure, et les grelots d'argent semés sur un champ d'or, qui chargeaient leur écusson, furent soutenus par des croissants de gueules. Cette chronique, qui pourrait fournir le sujet d'une intéressante nouvelle, fut, dit-on, racontée à Voltaire lorsqu'il était chez Émilie du Châtelet, au château de Cirey, et lui a inspiré l'une des scènes les plus touchantes de la tragédie de Zaïre.
Coublanc est une place forte dans cette vallée et, à la première alerte donnée du haut de la tour du village, les deux portes d'accès au village étaient fermées et tous les habitants se rendaient à la forteresse, soit par les rues du village, soit par le chemin couvert (un chemin discret et étroit qui relie les maisons les plus fortes du village). Sur ce chemin se trouvaient des maisons fortifiées, avec tourelles et meurtrières, regardant le midi. Puis d'autres maisons étaient établies en "terrasse", c'est-à-dire des maisons très proche d'un vide : ici ces terrasses sont suspendues par des murs de 9 mètres.
Tout le Montsaugeonnais a été dévasté ; mais le village de Coublanc a été des premiers exposé aux ravages des nouveaux barbares tels que les Écorcheurs et les Retondeurs, pendant plusieurs années, de sorte que les pauvres habitants des campagnes furent ruinés. Dans leur découragement, ils abandonnèrent ainsi la culture des terres et provoquèrent la famine, suivie de la peste, laquelle ne cessa qu'en 1439 après trois années de ravages. En 1474, des troupes royales résidant à Langres firent plusieurs excursions dans les environs sous les ordres de George de Craon, gouverneur de Champagne. Tous les villages du secteur furent pillés, brûlés, détruits. En 1477, ce scénario se reproduit à nouveau, avec Claude de Toulongeon et le Sire de Châteauvilain.
Le XVIe siècle à Coublanc fut dans sa première moitié synonyme de paix, de travail et de commerce. Ensuite, en 1569, les reitres pillèrent les environs, et en 1576, le duc Jean Casimir, fils du Comte Palatin, Frédéric III, traversa nos campagnes avec 15 000 reitres calvinistes et 4 000 français appartenant à la religion réformée, pillant tout sur leur passage.
1636, l'année la plus désastreuse pour l'histoire coublantoise et les environs. La souffrance durant la guerre de Trente Ans est telle que son souvenir se perpétue jusqu'à nos jours. On parle encore de Matthias Gallas, de Forkatz et d'Isolani. Louis XIII envoya 41 000 hommes de renfort dans nos contrées, divisés en trois corps, dirigés par le duc Saxe-Weimar, le cardinal de Lavalette et le gouverneur de Langres M. de Vaubecourt. Isolani, qui commandait l'avant-garde, et ayant établi ses Croates en cantonnement ; Rantzau, dans une attaque combinée avec Lavalette et Weymar, les surprit et les tailla en pièces. Il resta, dit-on, 2 500 hommes sur place, et Weymar poursuivit les fuyards jusqu'aux portes de Champlitte. L'ennemi avait tout abandonné : on s'empara de la vaisselle d'argent d'Isolani, de ses équipages, de sa maîtresse, de son bâton de commandement et d'un collier d'or que Ferdinand II avait donné au général et auquel était attaché le portrait de cet empereur. Mais les Impériaux reprirent bientôt l'avantage et vengèrent cruellement leur première défaite, les campagnes gardent du terrible Galas un souvenir ineffaçable. Coublanc fut en grande partie détruit.
Coublanc était jusqu'au XVIIIe siècle un marquisat des évêques de Langres ainsi que le siège du décanat de granges dont dépendaient trente-trois paroisses.
Cette synthèse historique est pour l'essentiel issue de l'ouvrage de référence d'Émile Jolibois La Haute-Marne ancienne et moderne paru en 1858 (voir bibliographie) notamment les pages 167 et 168 de l'édition originale en ligne concernant la commune.

## Politique et administration
| Période                                  | Période   | Identité        | Étiquette | Qualité |
| ---------------------------------------- | --------- | --------------- | --------- | ------- |
| mars 2008                                | mars 2014 | Michel Petit    |           |         |
| mars 2014                                | En cours  | Jérôme Clootens |           |         |
| Les données manquantes sont à compléter. |           |                 |           |         |

## Population et société

### Démographie

#### Évolution démographique
L'évolution du nombre d'habitants est connue à travers les recensements de la population effectués dans la commune depuis 1793. Pour les communes de moins de 10 000 habitants, une enquête de recensement portant sur toute la population est réalisée tous les cinq ans, les populations de référence des années intermédiaires étant quant à elles estimées par interpolation ou extrapolation. Pour la commune, le premier recensement exhaustif entrant dans le cadre du nouveau dispositif a été réalisé en 2007.

En 2022, la commune comptait 119 habitants, en évolution de +2,59 % par rapport à 2016 (Haute-Marne : −4,62 %, France hors Mayotte : +2,11 %).
| 1793 | 1800 | 1806 | 1821 | 1831 | 1836 | 1841 | 1846 | 1851 |
| ---- | ---- | ---- | ---- | ---- | ---- | ---- | ---- | ---- |
| 455  | 500  | 447  | 423  | 506  | 523  | 487  | 465  | 511  |

| 1856 | 1861 | 1866 | 1872 | 1876 | 1881 | 1886 | 1891 | 1896 |
| ---- | ---- | ---- | ---- | ---- | ---- | ---- | ---- | ---- |
| 501  | 472  | 474  | 448  | 420  | 421  | 401  | 379  | 360  |

| 1901 | 1906 | 1911 | 1921 | 1926 | 1931 | 1936 | 1946 | 1954 |
| ---- | ---- | ---- | ---- | ---- | ---- | ---- | ---- | ---- |
| 329  | 315  | 290  | 259  | 272  | 233  | 242  | 200  | 186  |

| 1962 | 1968 | 1999 | 2006 | 2007 | 2012 | 2017 | 2022 | - |
| ---- | ---- | ---- | ---- | ---- | ---- | ---- | ---- | - |
| 178  | 155  | 125  | 131  | 132  | 120  | 117  | 119  | - |

## Culture locale et patrimoine

### Lieux et monuments
Il y a deux monuments historiques à Coublanc : l'église Saint-Pierre-et-Saint-Paul inscrite MH en 1995 et un édifice portant une croix dite Lanterne des morts, classée MH en 1965.
- L'église Saint-Pierre-et-Saint-Paul a été construite au XIIe. Elle avait une double utilisation : paroissiale et prieurale[22], car elle dépendait de l'abbaye bénédictine de Bèze, en Bourgogne. Le chœur et la nef sont du XIIe siècle, la sacristie du XVIe siècle, les décors intérieurs du début du XVIIIe siècle ; la restauration a commencé au XIXe siècle. Les décors intérieurs de l'église sont protégés.
- On ne sait rien sur la lanterne des morts sauf qu'elle a été créée en 1537 et qu'elle a été classée monument historique le 23 février 1965. C'est la croix monumentale qui est protégée.

### Héraldique
| Armes de Coublanc | Les armes de Coublanc se blasonnent ainsi : D'or semé de clochette d’argent soutenue de croissant de gueules. |